# Заветни крст у Футогу
Заветни крст у Футогу подигнут је 1803. године и представља непокретно културно добро као споменик културе.
Заветни крст је постављен на „нулту тачку” Старог Футога и од њега и према њему, вршила су се сва мерења и вероватно одређивали положај и висина објеката. Споменик је подигла угледна футошка породица Шевић чији је потомак био епископ Бачки Митрофан Шевић. Обнова крста обављена је 1904. године, средствима такође угледне и богате породице Илић, у време када је на челу бачког владичанства био владика Митрофан Шевић.
Монументалан и слободностојећи споменик, израђен је од ружичастог камена, рад је непознатог каменоресца. Састоји се од крста који се налази на стилизованом постаменту и степенастог постоља. Висина споменика износи 600cm, ширина у доњем делу 123cm, а у централном 74cm. Димензије постоља су 228x185x20cm и 228x261x20cm. Око споменика је решеткаста ограда од кованог гвожђа са флоралним орнаментима.